# Lise Legrand
Lise Legrand (Boulogne-sur-Mer, 4 settembre 1976) è una lottatrice francese, specializzata nella lotta libera.

## Palmarès
- Giochi olimpici

Atene 2004: bronzo nei 63 kg.
- Mondiali

Mosca 1995: oro nei 70 kg.
Sofia 1996: bronzo nei 70 kg.
Clermont-Ferrand 1997: oro nei 62 kg.
Calcide 2002: argento nei 67 kg.
- Europei

Oslo 1996: bronzo nei 70 kg.
Varsavia 1997: bronzo nei 62 kg.
Götzis 1999: oro nei 68 kg.
Budapest 2000: oro nei 68 kg.
Budapest 2001: argento nei 68 kg.
Seinäjoki 2002: oro nei 67 kg.
Riga 2003: oro nei 67 kg.
Haparanda 2004: argento nei 67 kg.
Varna 2005: bronzo nei 67 kg.